# Écomusée d'Alsace
Pour les articles homonymes, voir Alsace (homonymie).
L’Écomusée d’Alsace à Ungersheim, dans le Haut-Rhin, est le plus grand musée plein air de France où ont été transférées et remontées d’authentiques constructions alsaciennes formant comme un village : maisons à colombages, maisons d’ouvriers, boutique, mairie, tour fortifiée, halle des fêtes, ferme, école, lavoir, jardins, champs.
Dans ces constructions généralement anciennes (certaines datant du XVe siècle) et ouvertes au public, sont présentés les travaux traditionnels de la région ainsi que l'artisanat. L'Écomusée organise souvent des fêtes traditionnelles, pour la plupart calquées sur le calendrier liturgique.
Le site du musée jouxte le puits Rodolphe, une ancienne friche industrielle des mines de potasse d’Alsace.
Créé par Marc Grodwohl, le musée a pour mission de présenter les bâtiments, les us et les coutumes d'antan et d'assurer la transmission de ce patrimoine par la formation d'artisans et la sensibilisation des jeunes au moyen de classes d'environnement et de séjours d'été.

## Situation
- Situé non loin de la Thur, affluent de l'Ill
- Quelques villes repères :
  - Mulhouse 14 km.
  - Thann 20 km.
  - Colmar 28 km.
  - Belfort 47 km.
  - Gérardmer 69 km.
  - Strasbourg 110 km.

## Historique

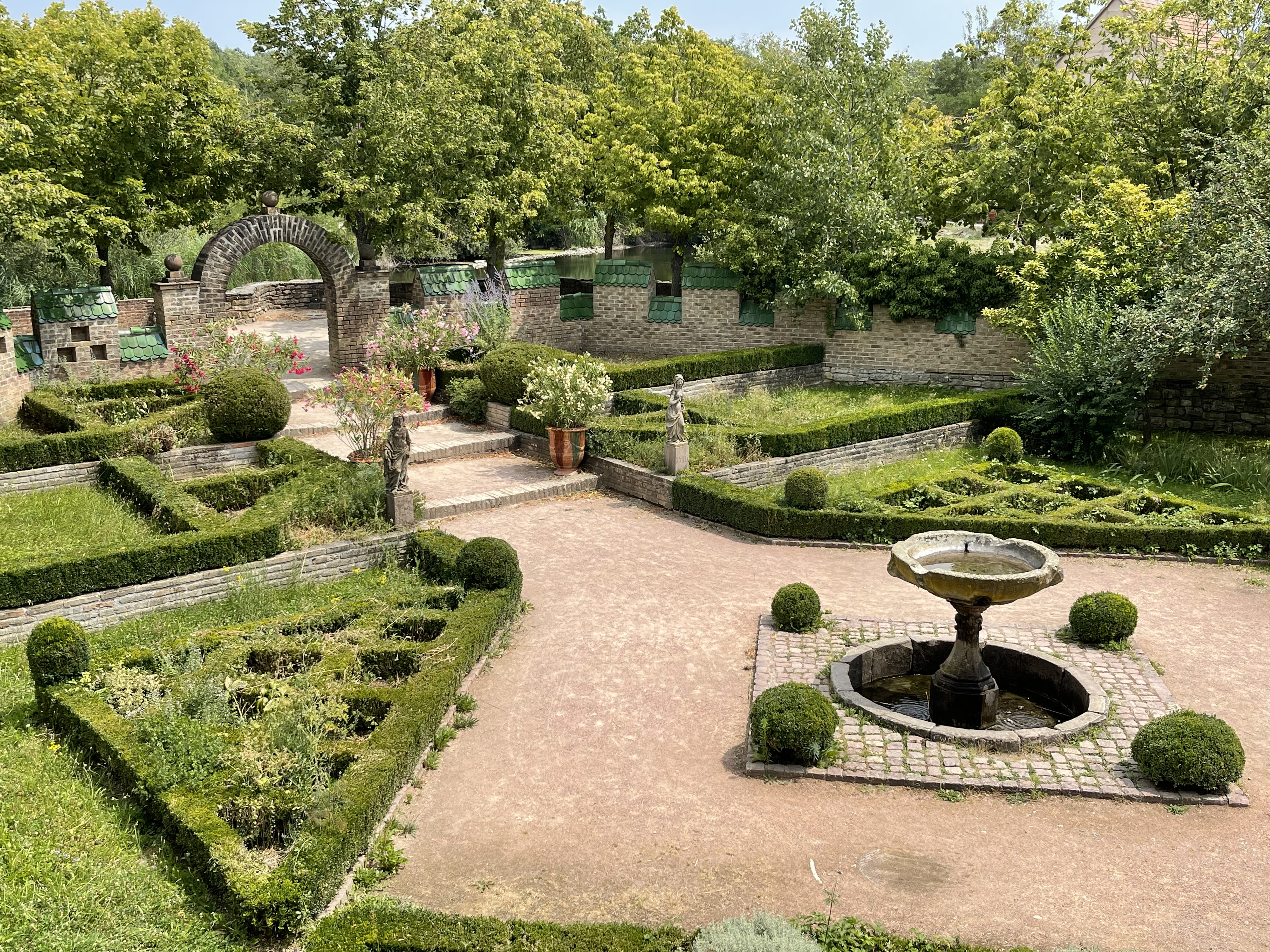
Le jardin de l'Écomusée d'Alsace, vu depuis la tour médiévale.

Dans les années 70, Marc Grodwohl s'engage avec plusieurs dizaines de jeunes bénévoles de l'association « Maisons paysannes d'Alsace » pour préserver de la démolition des dizaines de maisons alsaciennes qui ne conviennent plus à leurs propriétaires.
La première démarche du groupe de bénévoles menés par Marc Grodwohl, étudiant en ethnologie, est de tenter de restaurer des habitations dans leurs communes d'origine et de conduire les travaux de sauvegarde en intégrant le confort moderne. Plus tard, devant l'impossibilité de les conserver toutes sur place, un travail de déconstruction des bâtiments est entamé en vue de les reconstruire dans un conservatoire de la maison alsacienne
.
C'est ainsi que naît le « village » qui devient l'Écomusée d'Alsace sur des terrains jouxtant une friche industrielle des Mines de potasse d'Alsace. L'association obtient, sur la commune d'Ungersheim, un terrain rongé par le chlorure de sodium en 1980.
Inauguré en juin 1984 avec Jack Lang alors ministre de la culture, l'Écomusée  est soutenu par la commune d'Ungersheim et a pu se développer notamment grâce au soutien du président du Conseil général du Haut-Rhin Henri Goetschy et du Conseil régional d'Alsace.
Depuis cette époque, les dons d'objets anciens de la part des Alsaciens permettent de meubler les maisons et de constituer une collection de matériel agricole, de mobilier et d'objets de la vie du siècle passé.

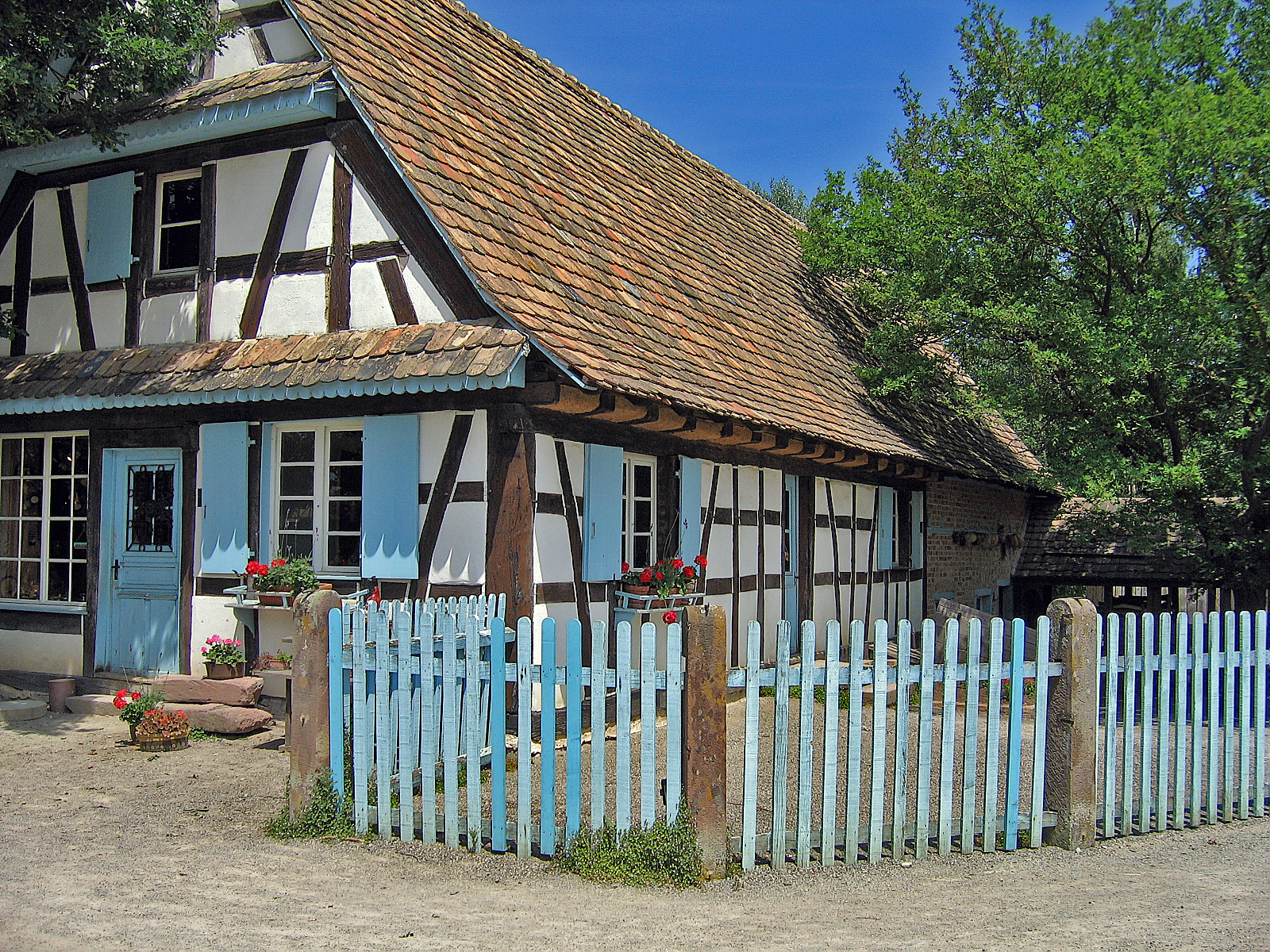
La maison du potier de l'Écomusée.

En 1989, la Thur est dérivée pour alimenter une rivière artificielle sur laquelle les visiteurs peuvent faire un tour en barque et découvrir l'écosystème reconstitué.
Un salon carrousel est mis en fonction en 1990 à l'Écomusée d'Alsace. Comparable à l'exemplaire d'Efteling, il date de 1909 et est originellement baptisé Eden Palladium. L'attraction est premièrement exploitée sur les foires. Elle est proposée dès 1974 à Flevohof, qui devient en 1994 Walibi Flevo et est connu sous le nom Walibi Holland depuis 2011,,.
En 2006, Marc Grodwohl démissionne de ses fonctions estimant que la fusion avec le Bioscope, voulu par Charles Buttner nouveau président du conseil général du Haut Rhin, compromet la vocation culturelle et l'autonomie de l'écomusée. Sa démission est suivi par celle de François Capber, président de l'association de l'Écomusée.
Dans un contexte financier et politique houleux, l'Écomusée entame son redressement sous la conduite de Jacques Rumpler, le nouveau président de l'Association, bénévole et administrateur de longue date. La nouvelle direction détache de l’Écomusée d'Alsace le patrimoine industriel de la mine de potasse Rodolphe, auparavant sauvé de la destruction, consolidé et ouvert au public. Le train historique, Clair de mine, qui reliait les deux parties (rurale et industrielle) de l’Écomusée d'Alsace, est fermé. Ne pouvant être conservé pour des raisons financières et techniques, le carrousel-salon est vendu en 2012 à Europa-Park,,,.

## Présentation

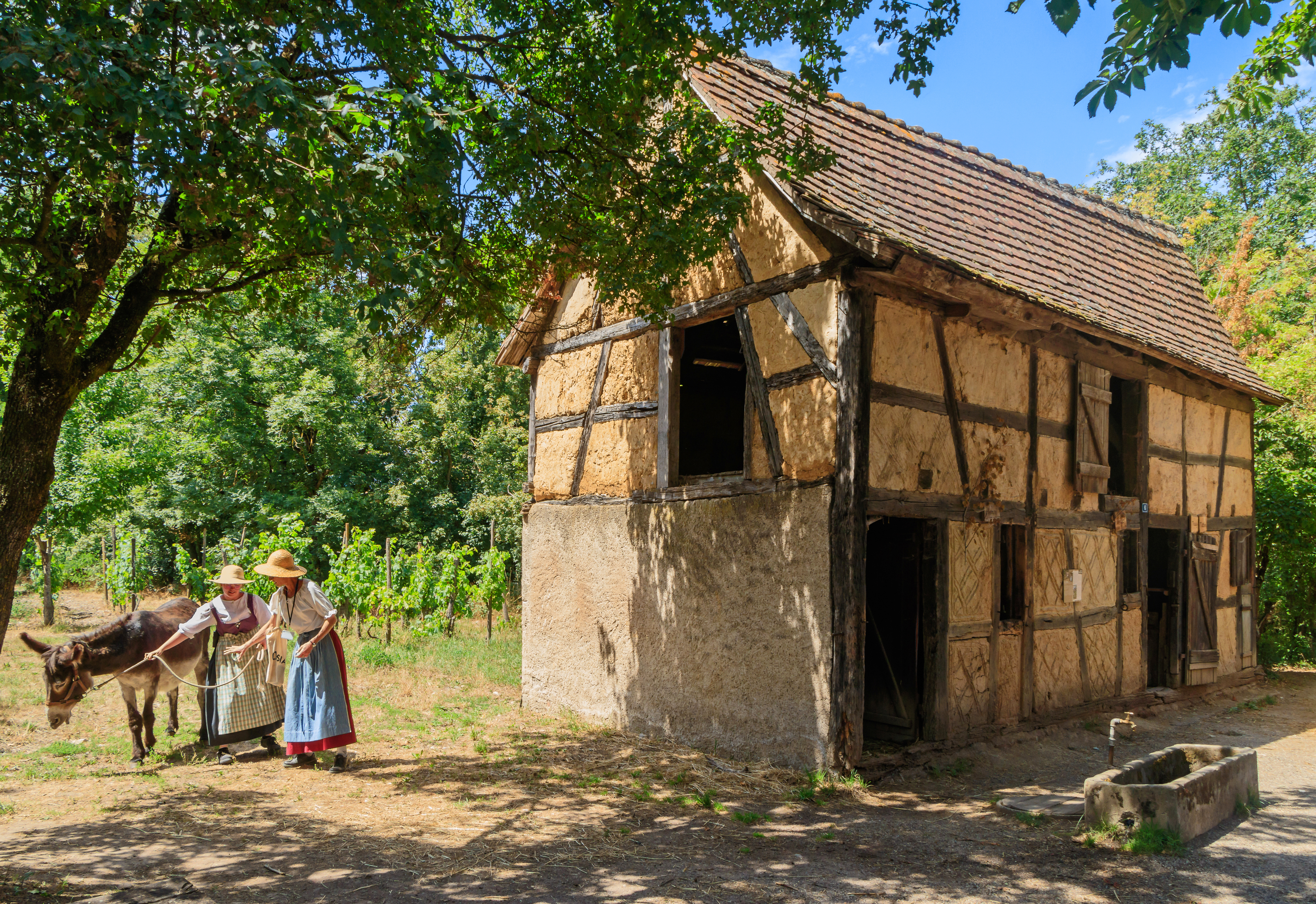
Étable à colombages présentée à l'écomusée. Elle vient de Grussenheim, avec une mise en scène du musée.

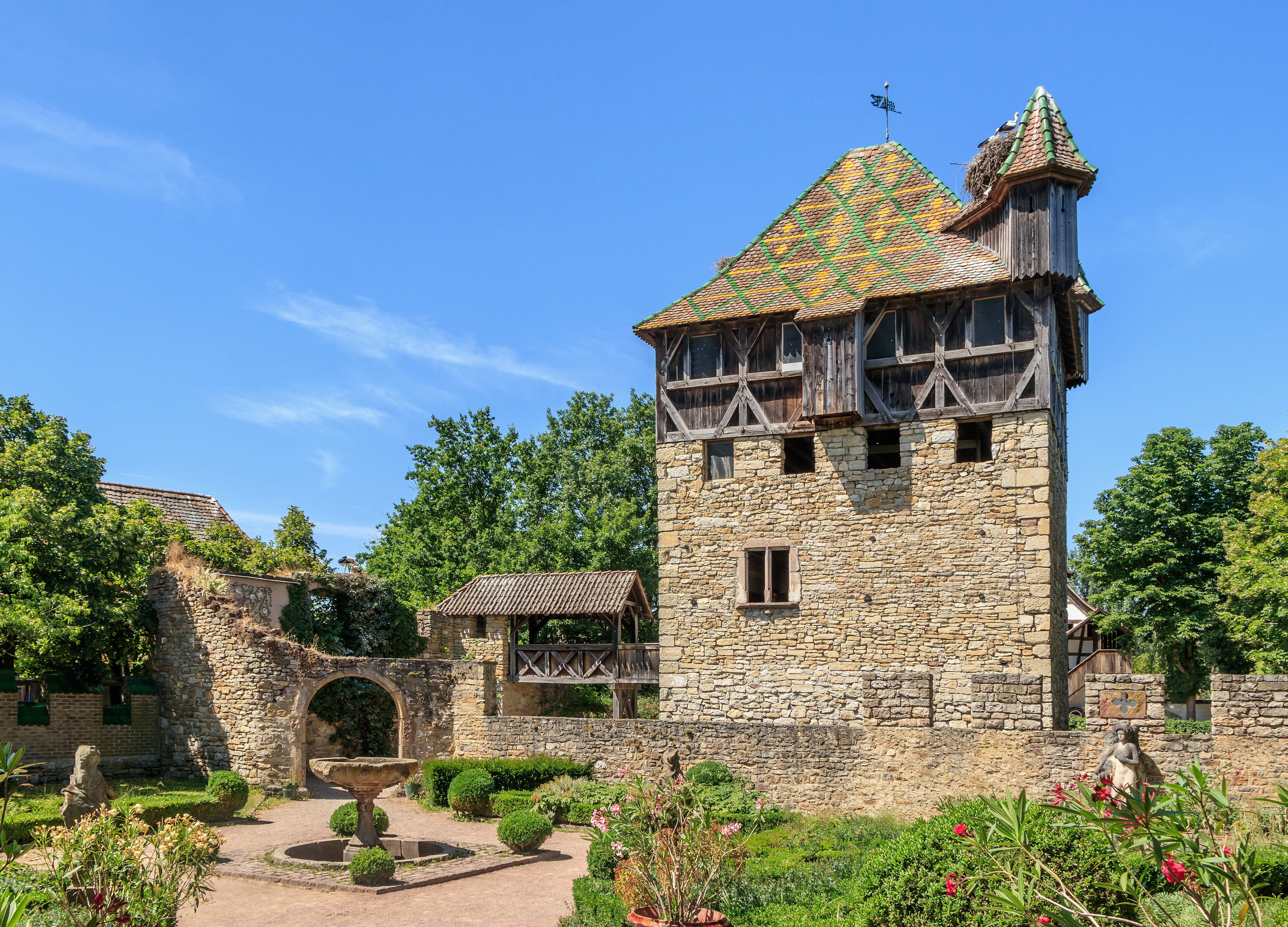
La Tour forte.

L’Écomusée d’Alsace est le plus grand musée vivant à ciel ouvert de France. Organisé comme un village alsacien du début du XXe siècle, il se donne pour but de sauvegarder et de transmettre le patrimoine culturel alsacien. Le musée vise également à préserver la biodiversité et les espaces naturels.
Entouré par 97 hectares de biodiversité, l’Écomusée d’Alsace compte environ 80 bâtiments pour 100 000 objets de collection et 4 800 espèces vivantes. La présence d'artisans en activité tels que le potier, le charron et le forgeron ainsi que les maisons rendues vivantes par des guides-animateurs costumés et des bénévoles permettent d'illustrer le fonctionnement d'une véritable communauté villageoise fondée sur une économie raisonnable.
La triple mission muséale de conservation, de commémoration et d'usage, définie par la Charte de Venise (travaux de l'UNESCO, 1964) est ainsi en ce sens pleinement accomplie. Il s'agit de valoriser des patrimoines matériels et immatériels des arts et traditions populaires de l'Alsace dans ce site sous appellation de « Musée de France ».
L'inventaire du patrimoine vivant de l'Écomusée d'Alsace établi en 2015 par la corporation des naturalistes fait état de 627 espèces de plantes vasculaires, 604 taxons de champignons, 48 mammifères, 138 espèces d'oiseaux (avec notamment les fameuses cigognes dont les nids surplombent quasiment tous les toits des maisons de l'Écomusée), 10 espèces de batraciens, 6 espèces de reptiles, 13 espèces de poissons, etc. De plus, il y a tout un secteur de champs qui se visite en tracteur ou en calèche, ainsi qu'un verger (200 variétés de pommes).